# Torre della Gabbia
La torre della Gabbia è una costruzione medioevale che si innalza in Via Cavour 102 a Mantova, affacciata sul lato opposta della principale piazza della città, piazza Sordello.

## Storia
La torre costruita dalla famiglia Acerbi fu venduta nel 1281 a Pinamonte Bonacolsi. Dopo la decadenza dei Bonacolsi la torre fu trascurata a lungo fino a quando fu ristrutturata per essere ricompresa nel sottostante palazzo Guerrieri Gonzaga. In particolare fu rifatta la facciata rivolta verso l'attuale Via Cavour.
La torre acquisì il suo nome attuale quando, nel 1576, il duca Guglielmo Gonzaga fece costruire la grande gabbia in ferro come "carcere all'aperto". Fino ad allora era nota come torre degli Acerbi. Nella gabbia sospesa venivano esposti alla pubblica piazza i condannati che a volte vi rimanevano anche per lungo tempo; famoso è il caso di un borsaiolo dell'epoca, tale Marchino Ziganti, che vi fu rinchiuso per ben tre mesi. Il 10 gennaio 1526 Francesco II Gonzaga ne fece dono, con il palazzo attiguo, alla famiglia Guerrieri Gonzaga. Nel 1850 la proprietà passò al senatore Giuseppe Cadenazzi fino a quando in occasione di una divisione condominiale, la torre, bisognosa di restauri, fu donata al comune di Mantova.

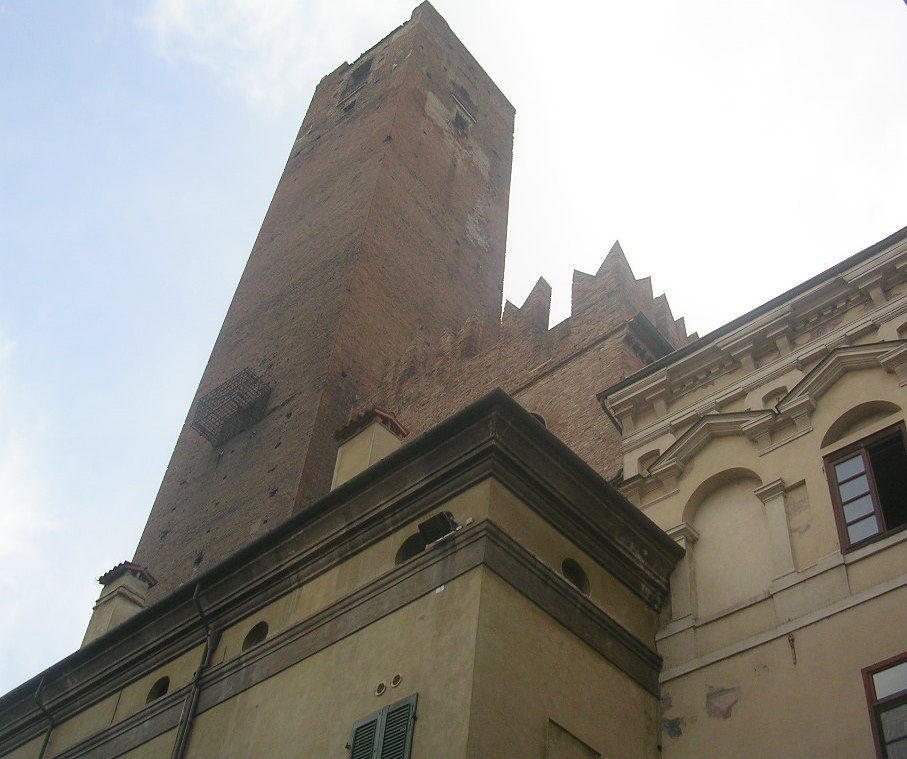
Torre della Gabbia, lato di Via Cavour

## Descrizione

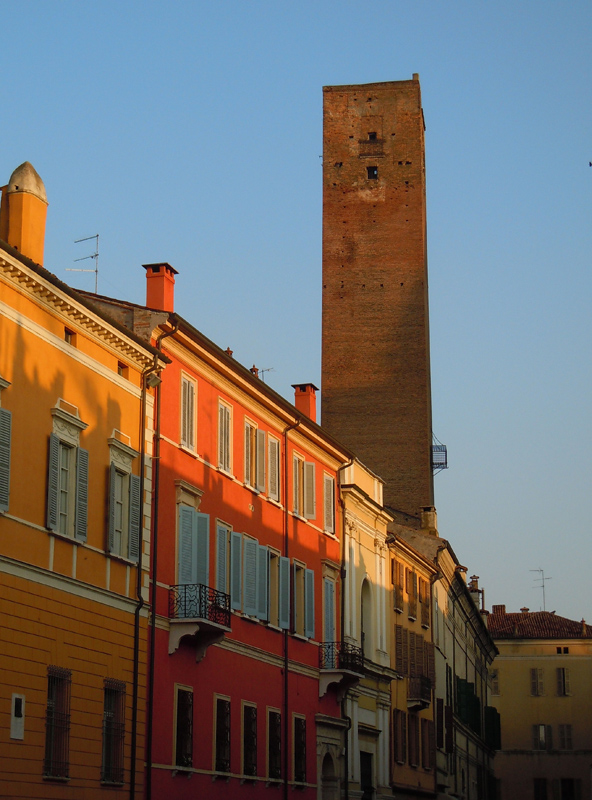
Mantova, Torre della Gabbia da via Cavour

La torre è alta cinquantacinque metri. Costruzione medievale che, comunque, ha subito una parziale ristrutturazione nel Cinquecento, quando la facciata rivolta sulla attuale Via Cavour, fu adeguata agli stili tipicamente rinascimentali con l'inserimento di eleganti lesene marmoree e decorazioni di scuola mantegnesca.
La gabbia, che dà il nome all'edificio, è formata da spesse sbarre di ferro che racchiudevano uno spazio ristretto, due metri di lunghezza, un metro di larghezza e un metro e poco più in altezza. Ovviamente lo spazio angusto era tale perché destinato ad acuire le sofferenze degli "ingabbiati".
Attigua alla torre, è conservata la cappella della famiglia Bonacolsi, ornata da un ciclo pittorico del Trecento di stile giottesco.
La scossa di terremoto del 20 maggio 2012 (Magnitudo 5.9 - epicentro la zona di Mirandola) che ha interessato anche la città di Mantova, pare abbia provocato danni anche alla Torre della Gabbia, con la caduta di mattoni e calcinacci e l'apertura di crepe.
I lavori di restauro e recupero della torre il termine dei quali consentirà di salire sulla sommità per ammirare il panorama della città, è iniziato nel 2017, ma prosegue con estrema lentezza